# 1 Pułk Strzelców Konnych (spieszony)
1 Pułk Strzelców Konnych spieszonych – oddział kawalerii Wojska Polskiego w II Rzeczypospolitej improwizowany w trakcie kampanii wrześniowej 1939 roku.

## 1 psk spieszonych w kampanii wrzesniowej

### Formowanie pułku
1 września 1939 roku 1 pułk strzelców konnych zmotoryzowany opuścił koszary w Garwolinie i przegrupował się do wsi Borowie. W koszarach pozostał Oddział Zbierania Nadwyżek 1 psk pod dowództwem rtm. Aleksandra Marii Saryusza-Wolskiego. Zgłaszający się w ramach mobilizacji powszechnej do koszar rezerwiści oficerowie, podchorążowie, podoficerowie i strzelcy konni byli organizowani w plutony i sukcesywnie w szwadrony. W terenie działały komisje poboru koni. Do 2 września zorganizowano dwa szwadrony. 3 września do oddziału przybył z Centrum Wyszkolenia Piechoty w Rembertowie wykładowca dawny oficer 1 psk mjr Bohdan Budkowski. Otrzymał on od Szefa Departamentu Kawalerii Ministerstwa Spraw Wojskowych w Warszawie gen. bryg. Piotra Skuratowicza rozkaz zorganizowania rezerwowego 1 pułku strzelców konnych z zasobów osobowych, broni, koni i wyposażenia 1 psk, miał on podlegać Dowódcy Ośrodka Zapasowego Kawalerii "Garwolin" płk Tadeuszowi Komorowskiemu. 5 września zorganizowano już trzy szwadrony strzelców po ok. 200 żołnierzy oraz organizowano pozostałe. Od 6 września za obronę plot. Garwolina odpowiadał szwadron ckm organizowanego pułku. Koszary w Garwolinie jak i miasto były atakowane przez lotnictwo wroga 5, 7, 8 i 9 września. 8 września został zbombardowany magazyn żywnościowy, mundurowy i siodeł, w których uległo zniszczeniu większość znajdujących się tam zapasów. 9 września wieczorem zakończono organizację pułku, z uwagi na brak siodeł część koni rozpuszczono lub oddano ludności.

### Działania bojowe 1 psk spieszonych

#### W składzie Oddziału Wydzielonego „Brzumin” i dalsze losy
Z uwagi na potrzebę wzmocnienia Oddziału Wydzielonego „Brzumin” mjr. J. Jasiewicza broniącego przepraw przez Wisłę w rejonie Sobień-Jezior, 8 września wysłano wzmocniony plutonem ckm, 1 szwadron pod dowództwem por. K. Szymańskiego. 9 września kpr. pchor. K. J. Radomyski ze szwadronu ckm zestrzelił jeden z atakujących Garwolin samolotów myśliwskich. Wzmocniony 1 szwadron atakowany przez lotnictwo, ostrzeliwany przez artylerię niemiecką bronił w rejonie wsi Piwonin linii obronnych przed próbami forsowania rzeki Wisły. Po sforsowaniu Wisły w innym miejscu i uderzeniu na pozycje szwadronu od północy i wschodu, dowódca szwadronu wraz z większością plutonu ckm i grupą kilkunastu strzelców z 1 szwadronu przebił się z okrążenia. Większość szwadronu 10 września po okrążeniu dostała się do niewoli lub poległa. Oddział por. K. Szymańskiego podjął marsz za odchodzącym na wschód pułkiem, 11 września dołączył po drodze grupę koniowodów puku z osiodłanymi końmi, 12 września dołączył grupę zwiadowców konnych z OZ 17 Dywizji Piechoty wycofującą się z rejonu Skierniewic. 15 września powiększając swój stan osobowy o rozbitków oddział por. Szymańskiego przekroczył Bug na północ od Włodawy i poprzez Szack, Małorytę dotarł do Kamienia Koszyrskiego. Po 17 września szwadron strzelców konnych dołączył do Samodzielnej Grupy Operacyjnej "Polesie" gen. bryg. Franciszka Kleeberga. Osłaniał w marszu oddziały piechoty maszerując przez Siemiatycze przeszedł na zachodni brzeg Bugu, jednocześnie od szwadronu odłączyli się żołnierze mieszkańcy wschodniej Polski. Następnie przez wieś Polubowicze oddziałek dotarł do Radoryża. W ostatnich dniach września oddziałek przebywający w lasach w pobliżu majątku Jagodne został rozwiązany, broń ukryto. mała grupa kadrowa pozostała ze szwadronu, 2 października dotarła do Chotyni, gdzie ostatecznie 1 szwadron zakończył swój szlak.   

#### W bitwie pod Tomaszowem Lubelskim
9/10 września w nocy strzelcy konni zajęli stanowiska obronne na północ i zachód od Garwolina osłaniając zgrupowanie. Na rozkaz dowódcy Zgrupowania Ośrodków Zapasowych Kawalerii płk. T. Komorowskiego 1 pułk strzelców konnych spieszonych pomaszerował na wschód poprzez Miastków w kierunku Radzynia Podlaskiego. 13 września pułk osiągnął rejon Radzynia, tu nazajutrz utworzono z sił OZ Kawalerii, Kombinowaną Brygadę Kawalerii płk. Adama Zakrzewskiego. 1 psk spieszony wszedł w skład Grupy Kawalerii ppłk. Edwarda Wani. Dalszy marsz pułk kontynuował w składzie grupy ppłk. Wani 14/15 września do Zezulina, w nocy 16/17 września do Pawłowa, pułk kwaterował tego dnia we wsi Krzywowola. W trakcie forsownych marszów pieszych pułk poniósł duże straty marszowe sięgające do 50% stanów osobowych. Strzelcy konni nienawykli do dalekich marszów pieszych, a ponadto obuwie było przystosowane do jazdy konnej, powodowało liczne obtarcia nóg. 18 i 19 września pułk w rejonie Pawłowa osłaniał tyły Grupy Operacyjnej gen. Kruszewskiego walczącej o Krasnystaw. 19 września wieczorem i nocą 19/20 września 1 psk spieszony podjął marsz pod ostrzałem artylerii niemieckiej za oddziałami 39 DP rez. przez Rejowiec, Sielec do lasu koło Wojsławic. 20 września pułk prowadził dalszy marsz przez Grabowiec, Skomoruchy, Świdniki, Świdnik. Po wypoczynku nocnym 21 września rano zajął pułk pozycje na skraju lasu łaziskiego. W godzinach popołudniowych strzelcy konni wycofali się na rozkaz do wsi Miączyn. O godz. 10. 30 22 września pułk w II rzucie grupy ppłk. Wani nacierał wzdłuż drogi Cześniki-Brudek-Łabunie w kierunku wzgórz, na wschód od Łabunia. Przed godziną 16 spieszeni strzelcy konni 1 pułku zluzowali pododdziały piechoty i przystąpili do natarcia w ogniu niemieckiej artylerii opanowali kolonię Budy i las na południe od niej, wziął 16 jeńców, zdobył kilka karabinów maszynowych i motocykli oraz amunicję. 23 września strzelcy konni zostali wycofani z rubieży osiągniętej poprzedniego dnia do rejonu na wschód od Cześnik. Z rejonu Cześnik prowadzi natarcie w ramach grupy ppłk Wani przez Majdan Krynicki, Polanówkę, ponieśli duże straty od ostrzału artylerii niemieckiej. Z całości 1 psk spieszonego zebrano dwa słabe szwadrony z kilkoma ckm, po południu prowadził marsz ubezpieczony w kierunku wsi Majdan Ruszowski i dalej kolonii Niemirówka. Resztki pułku napotkały pierścień okrążenia niemieckiego, nastąpiło rozdrobnienie pododdziałów strzelców konnych, w zbiornikach wodnych potopiono broń maszynową. Od strony wschodniej grupy strzelców konnych napotykają oddziały Armii Czerwonej. Dowódca pułku z grupą kilkudziesięciu strzelców konnych w ramach grupy ppłk. Wani, 23 września bronił pozycji we wsiach Namule-Majdan Ruszowski-Boża Wola. Rano 24 września wraz ze zgrupowaniem gen. bryg. Kruszewskiego prowadził natarcie na Suchowolę ppłk Wania z resztką swojej grupy, w tym ze strzelcami konnymi z Garwolina zajął wzg. 301. Następnie przy wsparciu polskiej artylerii resztki strzelców konnych mjr. Budkowskiego w zgrupowaniu płk. dypl. B. Ducha zmusiły do wycofania się oddziały niemieckie i w zdobytej wsi Podklasztor odbiły ok. 60 jeńców polskich. 25 września dalsze natarcie zostało zatrzymane pod ostrzałem niemieckiej artylerii i piechoty, kawalerzyści z 1 psk ponieśli następne straty. Na rozkaz dowódcy 39 DP rez. gen. bryg. Olbrychta strzelcy konni 1 psk spieszonego przeszli na nowe stanowiska obronne do lasu w pobliżu wsi Szopowe. Dalszy marsz zatrzymały oddziały niemieckiej 8 DP. Rozkazem gen. bryg. Krukowicza-Przedrzymirskiego 27 września część strzelców konnych mjr. Budkowskiego złożyła broń w miejscowości Górecko Kościelne. Pozostali ukryli się i po wyjściu z okrążenia w sile 30 oficerów i strzelców pomaszerowali na furmankach w kierunku Garwolina. Po osiągnięciu 7 października Miastkowa, nazajutrz oddziałek został rozwiązany.  

## Spieszeni strzelcy konni 1 psk
- dowódca pułku - mjr Bohdan Budkowski[5]
- adiutant pułku - por. Jerzy Feliks Szymański
- oficer żywnościowy - ppor. rez. Janusz Roman Onyszko
- dowódca plutonu (konnego) zwiadu i osłony - st. wachm. Władysław Giczan
- dowódca 1 szwadronu - por. Kazimierz Wiesław Szymański (od 8 IX 1939 poza pułkiem)
- dowódca 2 szwadronu - rtm. Michał Kłopotowski
- dowódca 3 szwadronu - rtm. Aleksander Saryusz-Wolski
- dowódca 4 szwadronu - rtm. rez. Adam Larysz-Niedzielski
- dowódca szwadronu ckm (na wozach) - ppor. rez. Bruno Kram